# Matti Rönkä
Matti Rönkä (ur. 9 września 1959 w Karelii, Finlandia) – fiński pisarz, pracujący jako szef wiadomości w kanale TV1 fińskiego publicznego nadawcy telewizyjnego Yleisradio.
Rönkä jest autorem pięciu powieści kryminalnych. Za powieść Ystävät kaukana w 2007 r. otrzymał nagrodę Szklany Klucz, przyznawaną dla najlepszej skandynawskiej powieści kryminalnej. Książka ta w 2006 r. została również wyróżniona nagrodą Vuoden johtolanka, przyznawaną dla najlepszej fińskiej powieści kryminalnej.
Głównym bohaterem jego powieści jest Viktor Kärppä, emigrant z Rosji, który przybył do Finlandii w czasie prezydentury Mauno Koivisto i stara się o fińskie obywatelstwo. W atrakcyjnej dla przeciętnego czytelnika fabule, posługującej się konwencjami powieści kryminalnej, Rönkä przemyca wiele obserwacji społecznych i obyczajowych. Porusza m.in. kwestie stosunku Finów do obcych, trudności, jakie mają emigranci w adaptacji do nowej rzeczywistości, czy wzajemnego postrzegania się Finów i Rosjan.

## Publikacje
- 2002 – Tappajan näköinen mies (wyd. pol. Mężczyzna o twarzy mordercy, przekł. Sebastian Musielak, Wołowiec 2011 r.[1])
- 2003 – Hyvä veli, paha veli (wyd. pol. pt. Dobry brat, zły brat, przekł. Sebastian Musielak, Wołowiec 2011[2])
- 2005 – Ystävät kaukana (wyd. pol. pt. Przyjaciele z daleka, przekł. Bożena Kojro, Wołowiec 2012)
- 2007 – Isä, poika ja paha henki
- 2009 – Tuliaiset Moskovasta
- 2011 – Väärän maan vainaja